# Sha'ir
Um sha'ir (em árabe: شاعر, romanizado: shāʿir) foi um poeta árabe pré-islâmico que se acreditava ter poderes mágicos.

## História
A origem do termo sha'ir é desconhecida. A antiga cultura árabe via o sha'ir como um tipo de mago, capaz de se comunicar com forças sobrenaturais, ou djinni, para obter conhecimento e poder. Os membros da tribo tratavam os sha'ir como oráculos e sábios. Os poemas e canções do sha'ir inspiravam os membros da tribo durante as guerras e eram considerados armas poderosas.
Muitos acreditavam que o sha'ir podia se comunicar sobrenaturalmente com os djinns, e o resultado eram belas poesias inspiradas pelo ser místico.

## Adaptação moderna
No RPG de fantasia Dungeons & Dragons, um tipo de kit, ou variação de uma classe de personagem, chamado sha'ir, foi criado para o cenário de campanha de Al-Qadim. No jogo, no entanto, os sha'ir possuem poderes mágicos reais e podem se comunicar com gênios. Além de conselheiros, os sha'ir também podem ser encontrados vagando sozinhos pelo deserto, algo pelo qual os sha'ir de verdade não eram conhecidos.